# 蔡战胜
蔡战胜（1973年8月—），男，汉族，陕西渭南人，在职研究生学历，工学博士，教授级高级工程师。中华人民共和国政治人物、第十二届全国人民代表大会河北地区代表。现任泉州市市长。

## 简历
毕业于中国石油大学（北京），加入中国共产党。2013年，被选为全国人大代表。曾任中共福州市委常委、副市长。2021年7月，任泉州市人民政府市长。